# صفحه کارائیب
صفحه کارائیب (انگلیسی: Caribbean Plate) یک صفحه زمین‌ساختی اقیانوسی است که در زیر آمریکای مرکزی و دریای کارائیب تا ساحل شمالی آمریکای جنوبی گسترده شده است.
مساحت صفحه کارائیب حدود ۳٫۲ میلیون کیلومتر مربع است و صفحه‌های زمین‌ساختی آمریکای شمالی، آمریکای جنوبی، نازکا و کوکوس در پیرامون این صفحه قرار دارند و مرز صفحه کارائیب را تشکیل داده‌اند. این مرزها منطقه فعالیت لرزه‌ای شدید بوده و باعث بروز زمین‌لرزه‌های فراوان و گاهی سونامی و فوران‌های آتشفشانی می‌شود.